# Alonso de Guzmán el Bueno, 7:e hertig av Medina Sidonia

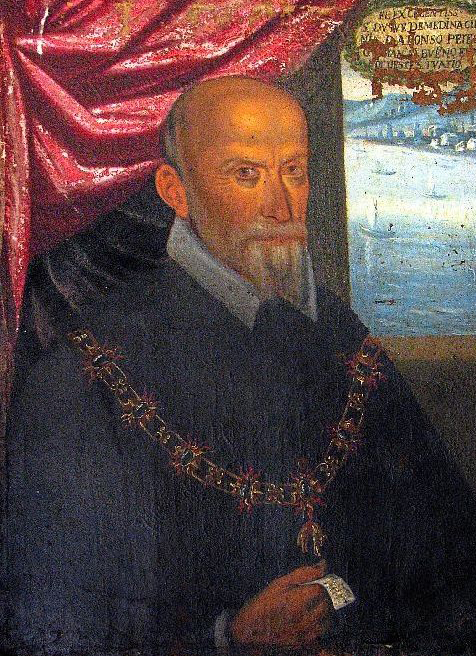
Alonso Pérez de Guzmán el Bueno y Zúñiga, 7:e hertig av Medina-Sidonia.

Alonso Pérez de Guzmán el Bueno y Zúñiga, 7:e hertig av Medina-Sidonia, född 10 september 1550 i Sanlúcar de Barrameda, död 1615, var en spansk adelsman som är mest bekant för att år 1588 ha fört befäl över den spanska armadan i kriget mot England mellan 1586 och 1604. 

## Härkomst
Den 7:e hertigen av Medina Sidonia var son till Don Juan Carlos Pérez de Guzmán el Bueno, äldste sonen till den 6:e hertigen av Medina Sidonia och dennes hustru Doña Leonor Manrique de Zuñíga y Sotomayor. Hans far avled redan år 1555 vilket innebar att Don Alonso efterträdde sin farfar som hertig redan vid 9 års ålder. Den hertigliga ätten Medina Sidonia räknas till de äldsta och förnämsta adelsfamiljerna i Spanien.

## Karriär
År 1565 förlovade sig Don Alonso med Ana de Silva y Mendoza, dotter till den berömda  furstinnan av Eboli, de gifte sig sedan år 1572 efter att de erhållit en påvlig dispens på grund av brudens låga ålder (hon var då 12 år gammal). Don Alonso dubbades år 1581 till riddare av Filip II av Spanien och han utsågs även till generalkapten över Lombardiet.

## Den spanska armadan
Mellan åren 1578 och 1588 lät Filip II bygga och utrusta en enorm flotta som skulle understödja den invasion av England under befäl av  Alessandro Farnese, hertig av Parma och Piacenza som planerades. Flottan kom att benämnas den spanska armadan, Filip II kallade den "den oövervinnerliga armadan", och han kom att fortsätta med detta även efter att flottans olyckliga öde kommit till hans kännedom. 
Den förste befälhavaren för denna flotta, Markisen av Santa Cruz, dog överraskande den 9 februari 1588 varför Filip II tvingades att snabbt utnämna en ersättare. Hertigen av Medina Sidonia utsågs mot sin vilja, han hade tidigare enbart erfarenheter från förvaltningstjänst, till ny befälhavare av kungen. Medina Sidonias brev till kungen där han påtalade sin brist på erfarenhet, sin dåliga hälsa, sin benägenhet att bli sjösjuk och sina stora skulder som krävde hans närvaro i Spanien, ignorerades av Filip II.
Den spanska armadan gick också under, till viss del beroende på hertigens brist på erfarenhet och därav följande okunskap, men även på grund av en stor portion otur, till exempel svåra stormar. När spillrorna av den stolta flottan återkom till Santander den 22 september hävdar legenden att Filip skulle ha yttrat: "Jag sände min flotta, inte mot stormar och vågor, utan mot människor".

## Senare år och död
Don Alonso förblev trots detta svidande nederlag i kungens gunst. De följande 10 åren tjänade han Filip som ståthållare av Andalusien. Hertigen avled år 1615.